# Аль-Мадина (газета, Израиль)
Аль-Мадина (араб. المدينة‎, дословно — «Город») — местная арабская газета, выходящая еженедельно в формате таблоида, издаваемая и бесплатно распространяемая в Израиле. 

## История
Аль-Мадина выходит в двух изданиях. Одно издание выпускается в Хайфе и распространяется на севере Израиля тиражом 15 000 экземпляров с 2004 года. Его главный редактор – Фирас Хатиб. До 2006 года главным редактором была Ала Хлехель, арабо-израильская писательница и двукратный лауреат литературной премии Фонда А.М. Каттана. Другое издание выпускается  в Тель-Авиве, с 2006 года тиражом 12 000 экземпляров, распространяется по центральному Израилю. Его главным редактором является Галеб Киван, который также является репортёром новостей на арабском языке израильского кабельного провайдера HOT.
Помимо международных, израильских и местных новостей, газета публикует мнения и статьи о здоровье, спорте, искусстве и культуре.